# Zapiekanka
Zapiekanka là loại bánh sandwich đơn giản, bao gồm một lát bánh mì với pho mát và nấm cùng với số nguyên liệu bánh sandwich truyền thống (hành tây, ớt, thịt nguội, xúc xích), và nướng cho đến khi pho mát tan chảy. Ăn nóng với sốt cà chua, nó là một thức ăn đường phố nổi tiếng ở Ba Lan. Với nguồn gốc của nó ra đời từ những năm 1970, món zapiekanka có liên quan với thời gian kì Ba Lan xã hội chủ nghĩa, nhưng nó đã đổi mới trong thế kỷ 21, và đã mang lại một phạm vi rộng lớn hơn của các biến thể.